# Aminoff (Adelsgeschlecht)

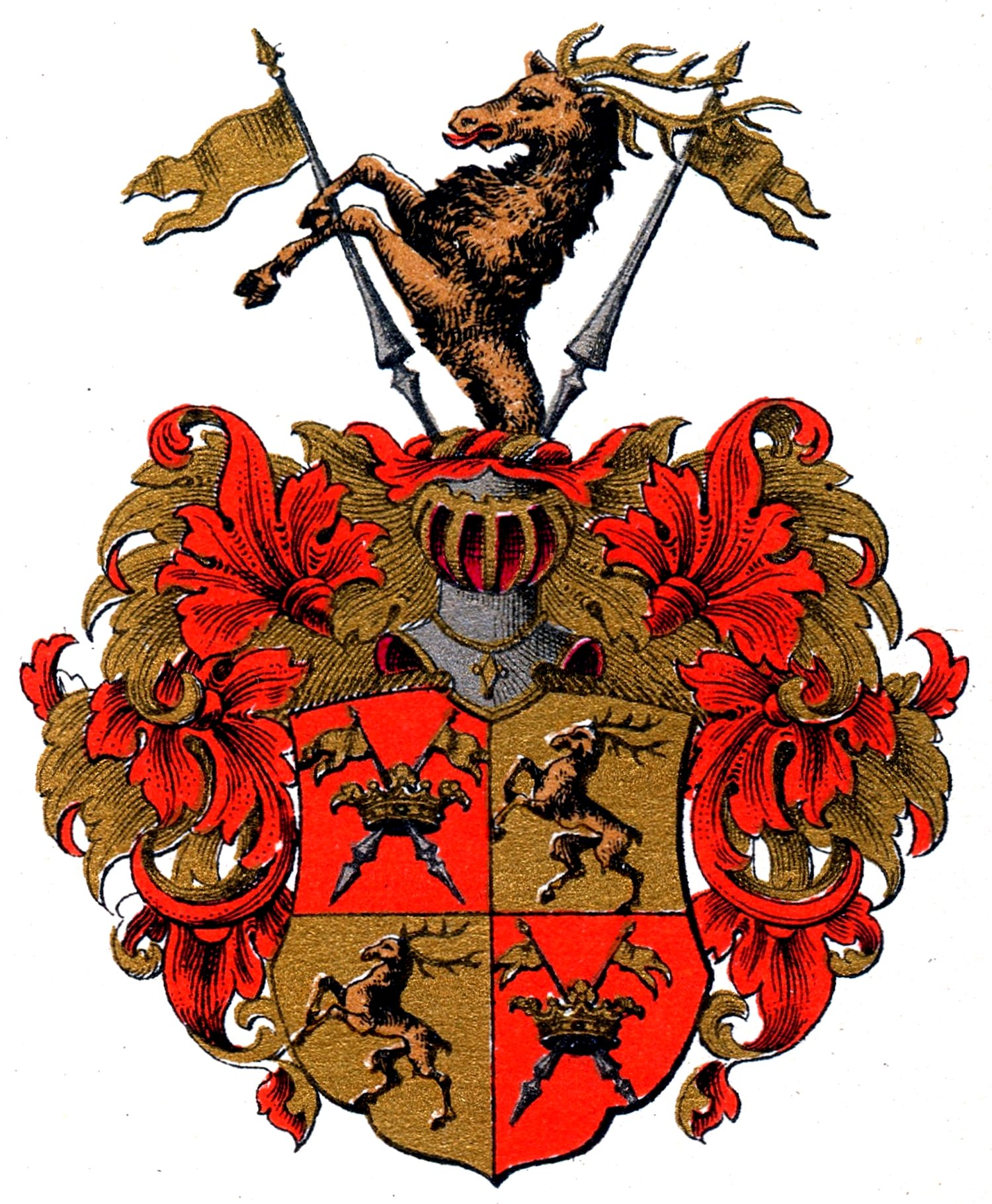
Aminoff

Aminoff ist der Name eines ursprünglich russischen, ab dem 17. Jahrhundert schwedischen Adelsgeschlechts, das sich im 18. Jahrhundert auch in Finnland ausbreiten konnte. Der Aminoff-Familie wurden die Titel Graf und Baron verliehen. Die Familie hat Staatsmänner, Offiziere, Akademiker, Kaufleute, Industrielle und Landbesitzer hervorgebracht. Die Aminoff-Familie ist bekannt für ihre aktive Teilnahme am Handel und an der Industrie.

## Geschichte
Aminoff-Familie gehört ursprünglich zu einer russischen Boyarsfamilie, die angeblich von Radja abstammt, der im 12. Jahrhundert in Kiew und Nowgorod lebte. Radja diente als Beamter am Hof des Fürsten Wsewolod II. Olgowitsch in Kiew. Er zog 1146 von dem Heiligen Römischen Reich in Böhmen nach Kiew. Laut einer anderen Erzählung war der Stammvater der Familie der Botschafter Amin (der nach 1365 starb), der als Botschafter des Großherzogtums Moskau bei der Goldenen Horde diente und im Tatarischen bewandert war, was für diplomatische Missionen von Vorteil war.
Der wahre Vorfahre der Familie ist jedoch Ivan Amin Jurjevich Kuritsyn, ein Nachkomme Radjas, dessen Linie bis zu Radja zurückreicht. Kuritsyns Nachkomme, Nikita Ivanovitj Aminev, nahm an der Belagerung von Kasan teil, und sein Name ist in der Mariä-Entschlafens-Kathedrale in Moskau eingraviert.

### Schwedische Zweige

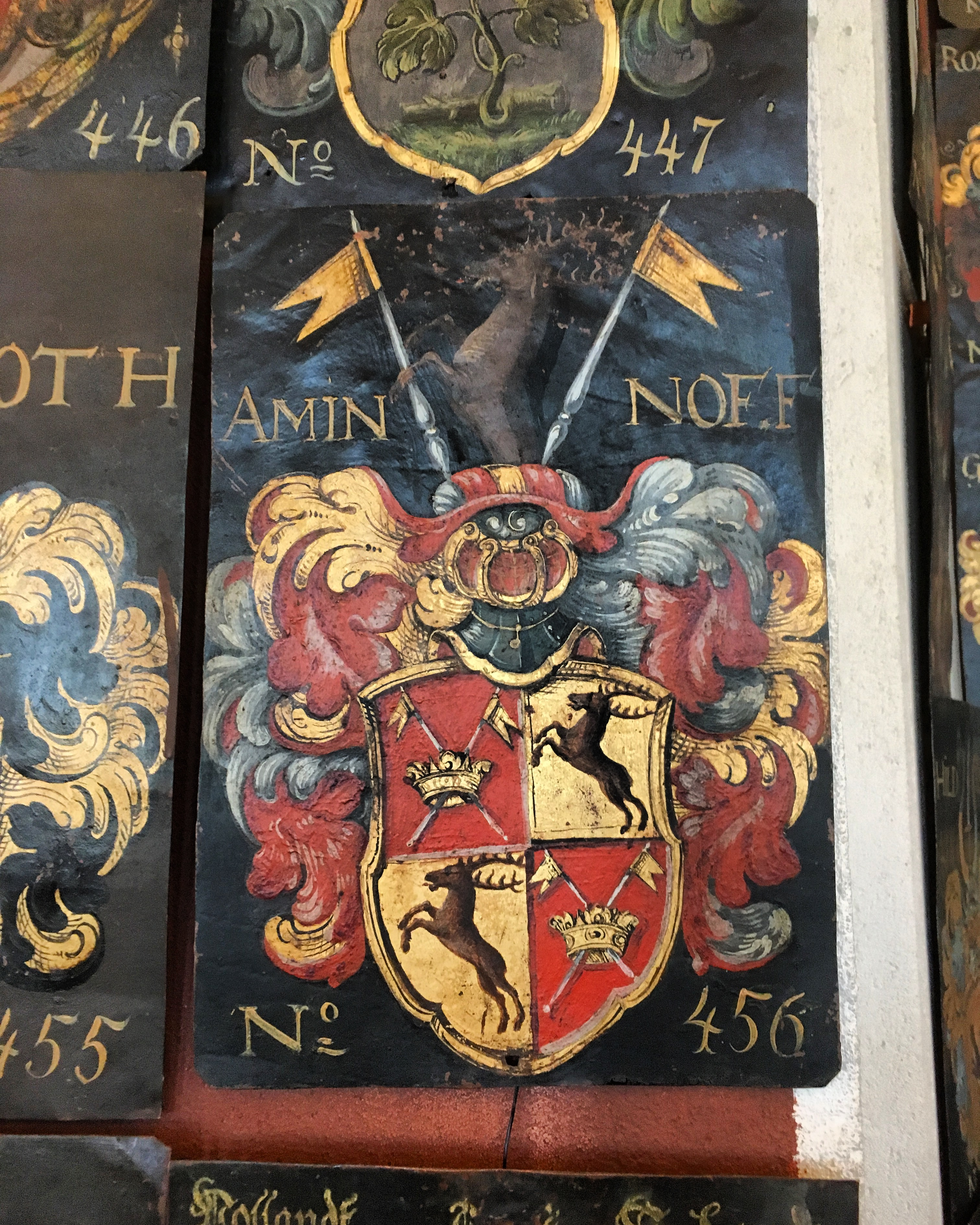
Das Wappen der Familie Aminoff im Adelshaus in Stockholm, Schweden.

Die schwedische und finnische Linie der Familie geht auf Feodor Grigorievich Aminev zurück, der zu Beginn des 17. Jahrhunderts als Kommandant von Iivananlinna in Ingermanland diente und der Enkel von Nikita Aminev war. Die Mutter des Woiwoden Aminev war die Prinzessin Elena Ivanovich Golizyn, Tochter des Fürsten Ivan Golizyn, Gouverneur von Großnovgorod, und Enkelin des Fürsten Yury Mikhailovich Bulgakov-Golizyn.
Das Geschlecht stammt aus der Gegend von Nowgorod. Feodor Gregorievitj Aminev († 1628) Statthalter von Iwangorod, trat in schwedische Dienste und erhielt am 24. September 1618 von König Gustav Adolf einen Wappenbrief, womit seine Familie in Schweden naturalisiert war. Sein Sohn, schwedischer Oberst und Statthalter von Augdov, Esaias (Jesse) Aminoff († 1657) wurde am 10. September 1650 auf dem Ritterhaus in der Adelsklasse introduziert (Nr. 456). Am 11. März 1778 kam der Ritterstand an die Familie.

### Finnische Zweige

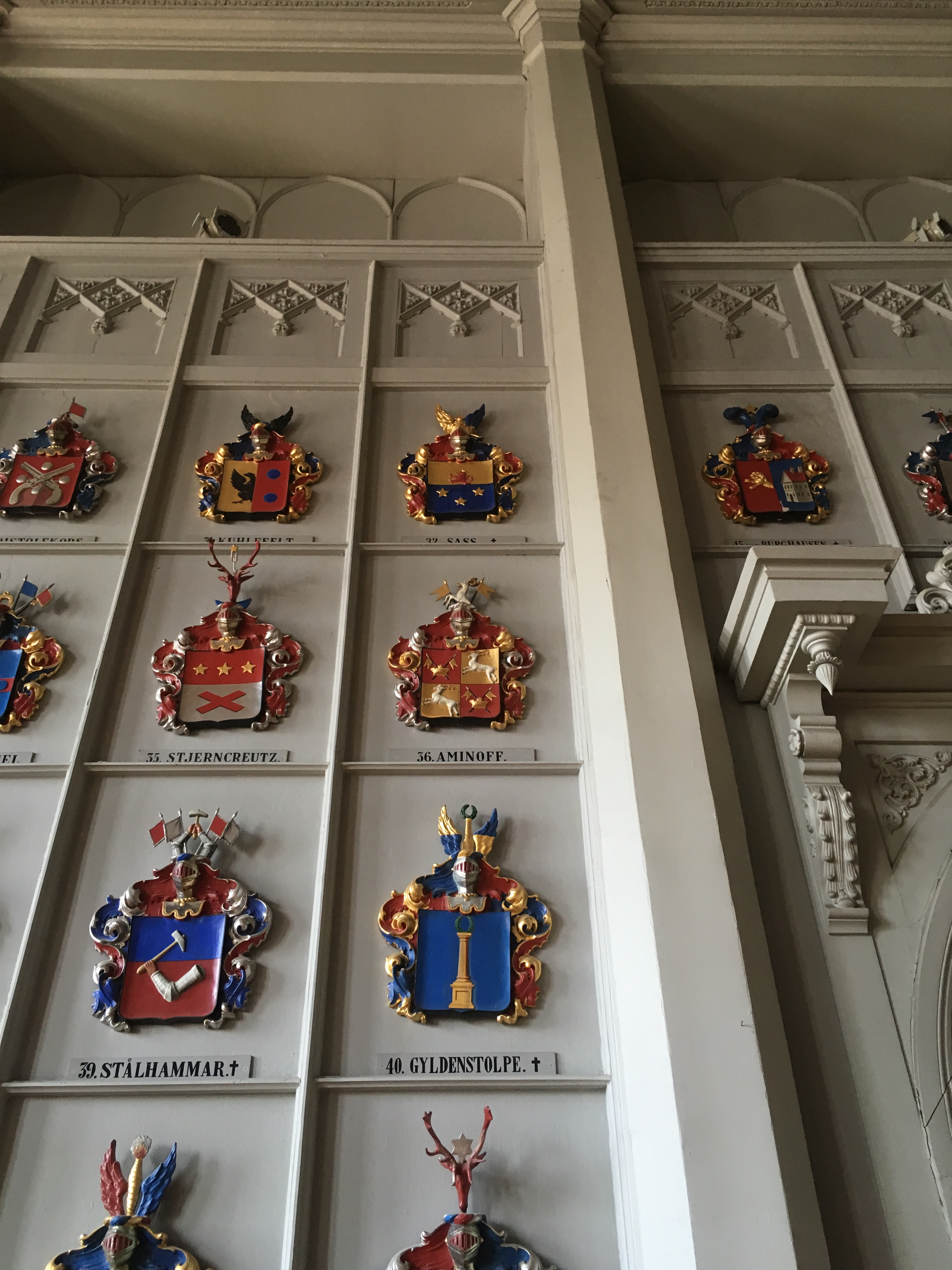
Das Wappen der Familie Aminoff im Adelshaus in Helsinki, Finnland.

König von Schweden Gustav IV Adolf verlieh Generalmajor Johan Fredrik Aminoff (26.1.1756 Riilahti, Finnland – 30.3.1842 Riilahti, Finnland) den Titel eines Barons im Jahr 1808. Aminoff stellte den Baronstitel nicht am schwedischen Ritterhaus vor. Nach dem Finnischen Krieg blieb Aminoff in Finnland und ließ sich 1809 nieder. Der russische Kaiser und Großherzog von Finnland, Alexander I., bestätigte Aminoffs Baronstitel im Jahr 1812. Am 17. Die Familie Aminoff wurde Mai 1818 als Mitglied des finnischen Ritterhauses aufgenommen (Nr. 36). September 1818 erfolgte die Erhebung in die Freiherrenklasse (Nr. 25). Alexander I. verlieh Johan Fredrik Aminoff 1819 den Titel eines Grafen. November 1821 die Introzierung in die Grafenklasse nach dem Erstgeburtsrecht (Nr. 5).

## Angehörige

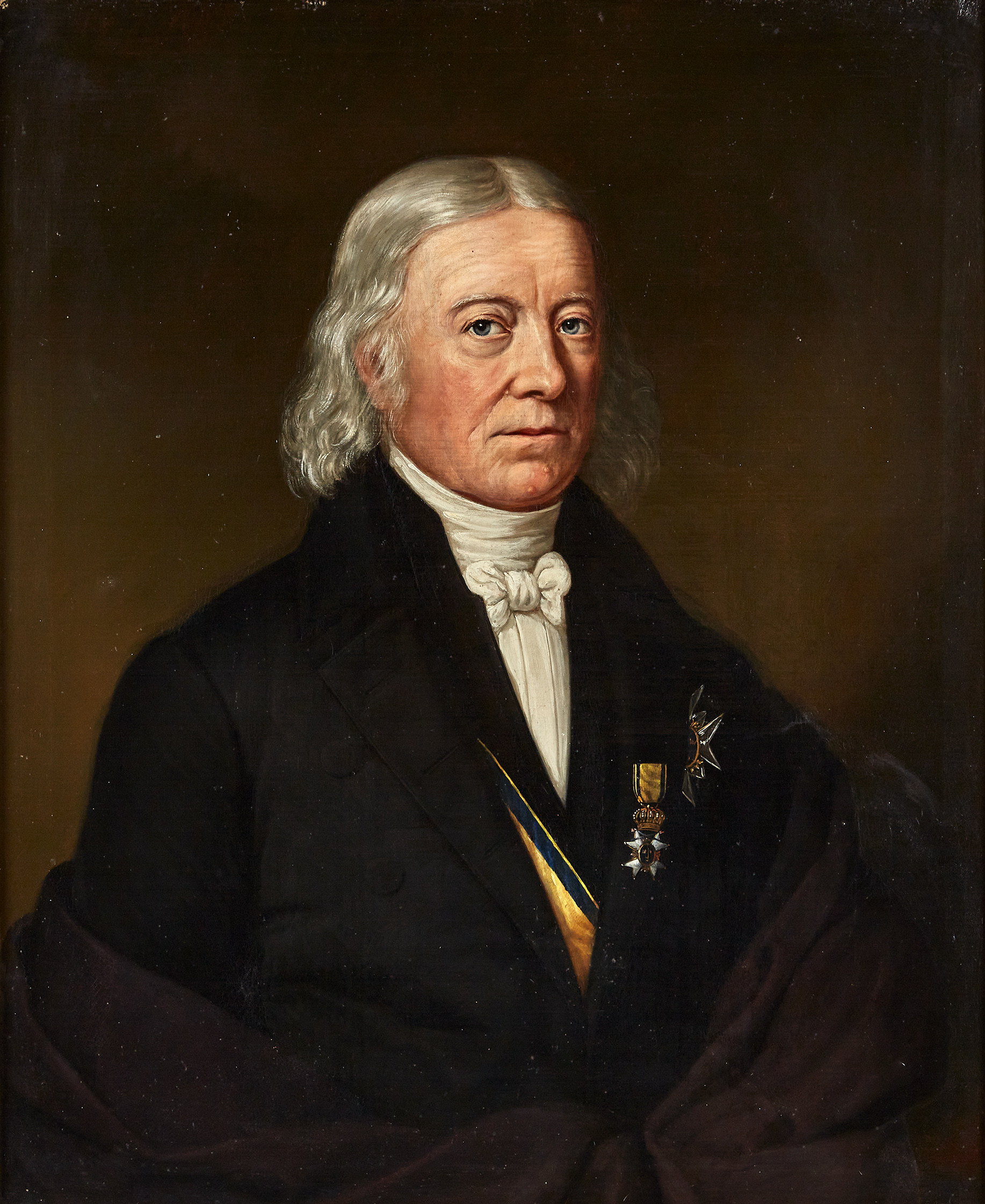
Graf Johan Fredrik Aminoff.

- Henrik Johan Aminoff (1680–1758), schwedischer Generalleutnant

- Carl Mauritz Aminoff (1728–1798), schwedischer Generalleutnant, Direktor der Pensionskasse der königlich schwedischen Armee
- Adolf Aminoff (1733–1800), schwedischer Generalmajor und Kommandeur der Savo Brigade
- Johan Fredrik Aminoff (1756–1842), finnisch-schwedischer General und Politiker
- Johan Gabriel Aminoff (1767–1828), schwedischer Generalmajor
- Gustaf Aminoff (1771–1836), schwedischer Generalmajor
- Adolf Aminoff (1806–1884), finnischer Graf, General[10][11]
- Wilhelm Sixten Gregorius Aminoff (1838–1909), Kämmerer der schwedischen Königinmutter Josephine
- Johan Fredrik Gustaf Aminoff (1844–1899), finnisch-schwedischer Generalleutnant
- Adolf Petter Johannes Aminoff (1856–1938), finnisch-schwedischer Generalmajor
- Ivan T. Aminoff (1868–1928), schwedischer Schriftsteller
- Ivar Aminoff (1868–1931), finnischer Verteidigungsminister
- Gregor Carl Georg Aminoff (1872–1934), Adjutant des schwedischen Königs Gustav V.
- Gregori Aminoff (1883–1947), schwedischer Professor der Mineralogie und Direktor der mineralogischen Abteilung am Naturhistorischen Reichsmuseum Stockholm
- Gregor Iwan Alexis Feodor Aminoff (1897–1977), Kämmerer des Herzogs und der Herzogin von West Götaland
- Marianne Aminoff (1916–1984), schwedische Schauspielerin
- Carl Göran Aminoff (1916–2001), finnischer Geschäftsführer, Außenhandelsminister Finnlands[12][13]
- Dieter Aminoff (1941–2016), finnischer Baron, Vorstandsmitglied, CEO[14][4]
- Alexis Aminoff, schwedischer Botschafter in Portugal, 1961 Träger des Ordens des Infanten Dom Henrique (Großkreuß)